# Sergio Bravo (director de cine)

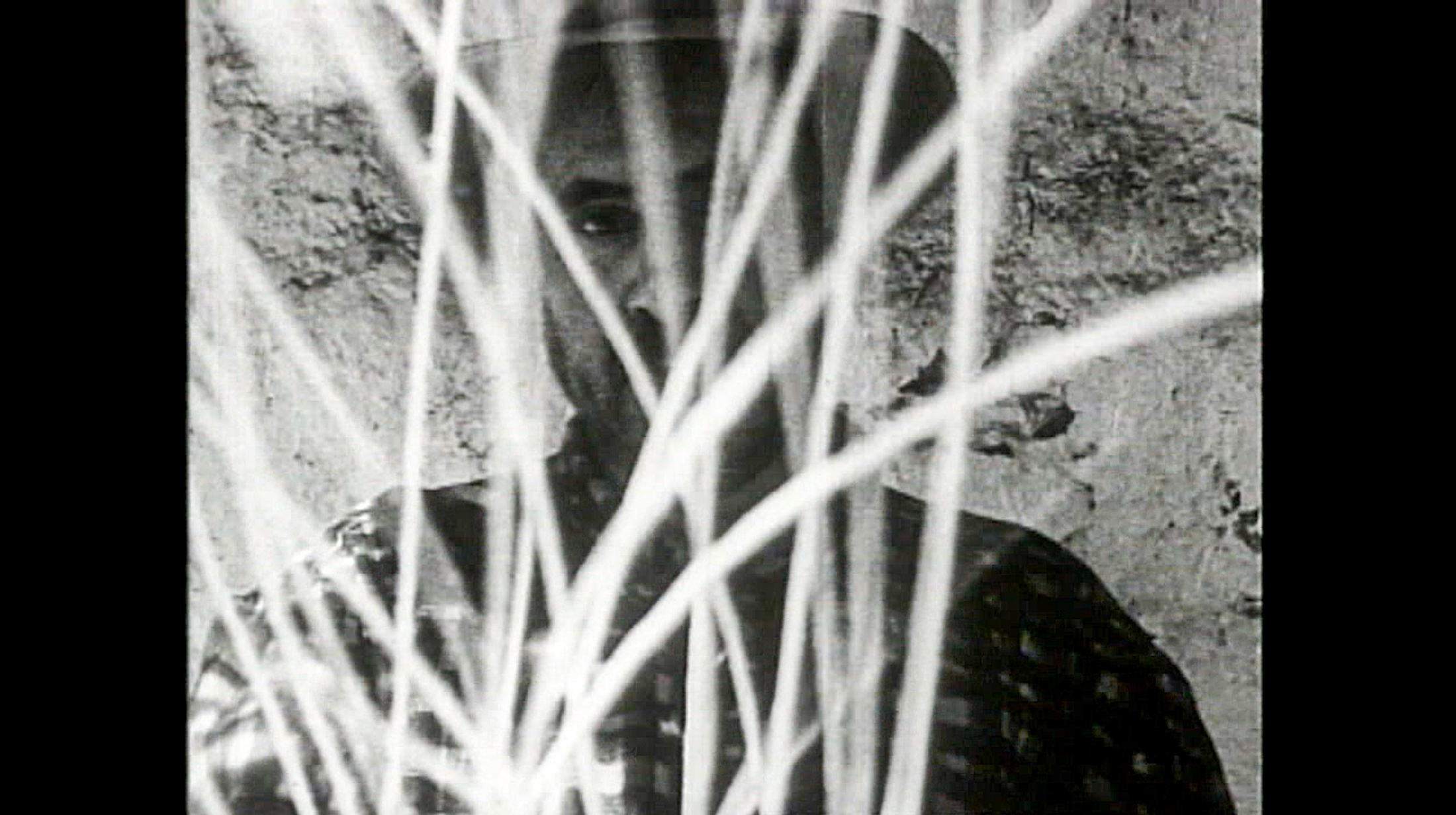
Frame from the first chilean experimental documentary film, Mimbre -1957

Sergio Bravo Ramos (Los Andes, 13 de mayo de 1927-Viña del Mar, 6 de septiembre de 2023) fue un arquitecto, documentalista y director de cine y fotografía chileno.

## Trayectoria profesional
Estudió arquitectura en la Universidad de Chile entre 1952 y 1956, y luego estudios de cine en el Instituto Fílmico de la Universidad Católica. En 1955 se convirtió en miembro fundador del Cine Club Universitario de la Federación de Estudiantes de Chile. El 8 de julio de 1957 fundó, junto con el también cineasta Pedro Chaskel, entre otros, el Centro de Cine Experimental que años más tarde fue incorporado a la Universidad de Chile, del cual fue también su primer director.
Su primer cortometraje documental Imágenes Antárticas fue realizado en 1956. Al año siguiente, en 1957, publica Mimbre, que contó con la música de Violeta Parra y fue galardonado con el “Diploma de Honor del Concurso de Filme de Arte UNESCO-Canadá”. En esta obra de tan solo 9 minutos nos muestra la vida cotidiana de un artesano confeccionando piezas de cestería, captada como un gesto cotidiano en su más auténtica belleza. Repite el mismo estilo sencillo y el acompañamiento musical de Violeta Parra en 1959 con Trilla, esta vez mostrando las labores tradicionales campesinas, y también con Casamiento de Negros, reflejando el trabajo de ceramistas del pueblo de Quinchamalí. En esta última además es la primera vez que Violeta se pone ante la cámara. Luego Sergio Bravo realiza Día de Organillos filme con el cual obtiene el premio del “Círculo de Críticos de Arte de Santiago” el año 1963 .
En Láminas de Almahue, publicado en 1962, documenta el trabajo físico y la artesanía de la construcción tradicional de ruedas de carreta, acompañado de la poesía de Efraín Barquero. Esta obra experimental de crítica social es considerada una de sus obras maestras.
Colaboró escribiendo reseñas especializadas en la revista “La Gaceta”, dirigida por Pablo Neruda.
En 1962 rescató y restauró la película clásica del cine mudo chileno El húsar de la muerte. Ese mismo año participó en el documental A Valparaíso como asistente de dirección de Joris Ivens, y también realizó Parkinsonismo y cirugía.
En 1964 obtuvo junto a Enrique Zorrilla el premio “FIPRECI del Festival de Oberhausen” por su obra Amerindia rodada un par de años atrás, y en ese mismo año presentó Banderas del pueblo, aunque fue prohibida por sus connotaciones políticas por el Consejo de Censura Cinematográfica. En esta obra se muestra la huelga de mineros de Lota de 1964.
A principios de los años 1970, regresa a su profesión de arquitecto, aunque sin abandonar del todo su trabajo como cineasta. En 1979 inicia en Chiloé el rodaje clandestino del largometraje No eran nadie sobre el tema de los Derechos Humanos, pero en 1983, con la obra incompleta, se exilió a París, en donde la editó y completó presentándola en diversos festivales como Cannes, Berlín, Locarno, Moscú o Los Ángeles.
En 1985, realizó Place de Vosges para el Ministerio de Asuntos Exteriores de Francia, y también La  Glane, donde rememora la masacre de los 650 habitantes de la pequeña aldea ubicada en el sur de Francia, Oradour sur Glane, por parte de 130 soldados nazis durante la Segunda Guerra Mundial.
A su regreso a Chile en 1999 realizó el documental Aquel ngüillatún; un documental a color donde publicó las únicas imágenes registradas por él mismo del tsunami de Valdivia de 1960.
En 2000 organizó y dirigió el primer Festival de Cine Mapuche. Fue galardonado con el primer “Premio Pedro Sienna 2006 a la Trayectoria”, en reconocimiento de su obra.

## Obras

### Documentales
- Imágenes antárticas (1956).
- Mimbre (1957).
- Colonización en Chile (1957).
- Bienvenidos a Chile (1958).
- Día de Organillos (1959).
- Trilla (1959).
- Casamiento de negros (1959).
- Tierra dulce (1959).
- Ese desconocido (1960).
- La marcha del carbón (1960).
- Aquel ngüillatún (1960-2000).
- La respuesta (1961).
- Amerindia (1962).
- Láminas de Almahue (1962).
- Parkinsonismo y cirugía (1962).
- Las banderas del pueblo (1964).
- A Valparaíso (1964), como asistente de dirección.
- Isla de Pascua (1965).
- Samuel Román Rojas, el hombre (1978).
- Samuel Román Rojas, el escultor (1978).
- La Glane (1985).
- Pan Minero (2007).

### Filmografía
- ¿Qué hacer? (1970), largometraje, como intérprete.
- Cualquier día... (1980), cortometraje.
- No eran nadie (1981), largometraje.